# Ricardo Santos (futebolista de salão)
José Ricardo Cabral Santos, mais conhecido como Ricardo Santos (Campina Grande, 8 de dezembro de 1980), é um jogador de futebol de salão brasileiro, que atua como ala direito. Atualmente joga pela equipe do Paulistano E.C. de São Paulo.

## Biografia

### Carreira
Iniciou sua carreira futebolística como atleta profissional de futebol. Atuou nas equipes do Palestra de São Bernardo e da Francana. Sem grandes oportunidades no futebol, decidiu abandonar a profissão e seguir os seus estudos, formando-se professor de Educação Física. Sua grande oportunidade surgiu ao disputar o Campeonato Paulista de Futebol de Salão pela equipe do Guerreiros FS; sua facilidade com o trato com a bola despertou sua convocação para a Seleção Brasileira.

### Seleção brasileira
Em 2013, convocado pelo técnico Daniel Castilho, conquistou o titulo mais importante de sua carreira, a medalha de bronze nos Jogos Mundiais, na cidade de  Guadalajara de Buga na Colômbia,

## Conquistas

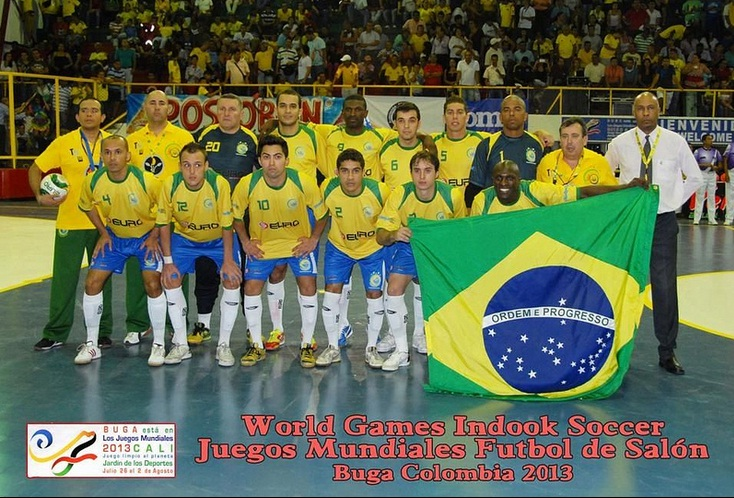
Ricardo Santos, camisa 4 da Seleção Brasileira de Futebol de Salão - Medalha de bronze nos Jogos Mundiais em 2013.

### Títulos

#### Seleção brasileira
- IX Jogos Mundiais/The World Games : 2013.   - Medalha de bronze